# Maria Zmarz-Koczanowicz
Maria Elżbieta Zmarz-Koczanowicz (ur. 8 listopada 1954 w Cieplicach Śląskich) – polska reżyserka i scenarzystka filmowa. Zasiadała w zarządzie Gildii Reżyserów Polskich.

## Życiorys
W 1978 r. została absolwentką Wydziału Malarstwa Uniwersytetu Wrocławskiego. W 1982 ukończyła studia na Wydziale Radia i Telewizji Uniwersytetu Śląskiego w Katowicach. Stworzyła dziesiątki filmów dokumentalnych i Teatrów Telewizji, a także komedię społeczną Kraj świata (1993). W 2003 była laureatką Polsko-Niemieckiej Nagrody Dziennikarskiej w kategorii Telewizja. W 2008 r. uzyskała stopień naukowy doktora sztuki filmowej.
W 2013 za wybitne zasługi w badaniu, dokumentowaniu i upamiętnianiu historii Marca '68, została odznaczona Krzyżem Kawalerskim Orderu Odrodzenia Polski, którym miała zostać udekorowana 8 marca 2013, z okazji 45 rocznicy tych wydarzeń, ale order odebrała 3 maja 2013 podczas uroczystości na Zamku Królewskim z okazji Święta Narodowego Trzeciego Maja.
30 maja 2025 ministra kultury i dziedzictwa narodowego Hanna Wróblewska powołała ją na członkinię Rady Programowo-Naukowej Filmoteki Narodowej – Instytutu Audiowizualnego.